# Edward Pillai
Edward Nobel Pillai (ur. 29 kwietnia 1914, zm. ?) – singapurski hokeista na trawie.
Wielokrotny reprezentant kraju w spotkaniach międzynarodowych. Grał m.in. w meczach przeciwko drużynom Indii, Pakistanu i Indonezji. 
Był podstawowym bramkarzem Singapuru powołanym na Letnie Igrzyska Olimpijskie 1956. Po przylocie do Australii zerwał oba więzadła kolanowe w czasie jednego z meczów treningowych, wskutek czego podstawowym bramkarzem drużyny na tych igrzyskach został Abdullah Hamid. Jego reprezentacja zajęła finalnie 8. miejsce w stawce 12 zespołów.